# Dragan Velikić
Dragan Velikić, srbsky Драган Великић, (3. července 1953, Bělehrad) je srbský spisovatel a diplomat.

## Život
Mládí prožil Velikić v Pule. Absolvoval filologickou fakultu na univerzitě v Bělehradě, poté pracoval v bělehradské městské knihovně. Od roku 1994 do roku 1999 byl redaktorem Radija B92. Psal sloupky do novin a časopisů, např. Nin, Vreme, Danas nebo Reporter. Roku 2005 byl jmenován velvyslancem Srbska a Černé Hory ve Vídni. Když Černá Hora vyhlásila v květnu roku 2005 samostatnost, vykonával tuto funkci i nadále jako velvyslanec Srbska. Z této funkce byl odvolán poté, co Rakousko uznalo roku 2008 vyhlášení nezávislosti Kosova.
Tématem jeho děl je především hledání identity a zakotvení v balkánském prostoru. Vyznačují se prolínáním prostorových i časových rovin, kombinací fiktivních i historických osobností a událostí, průnikem skutečnosti s fantastičnem a odráží se v nich tíživá realita Jugoslávie 80. a 90. let.

## Dílo
- Pogrešan pokret (1983, Chybný pohyb), sbírka povídek,
- Staklena bašta (1985, Skleník), sbírka povídek,
- Via Pula (1988), román, který získal Cenu Miloše Crnjanského,
- Astragan (1991, Astrachán), román označovaný za poslední v jugoslávské literatuře,[3]
- Hamsin 51 (1993, Chamsín 51), román,
- Yutrlantida (1993), eseje,
- Djubrište (1994, Smetiště), eseje,
- Seberni zid (1995, Severní zeď), román,
- Danteov trg (1997, Dantovo náměstí), román,
- Slučaj Bremen (2001, Případ Brémy), román
- Dosije Domašenski (2003, Akta Domašenski), román,
- Ruski prozor (2007, Ruské okno), román.

## Česká vydání
- Astrachán, Triáda, Praha 1999, přeložila Ana Adamovičová